# Abadia das Damas

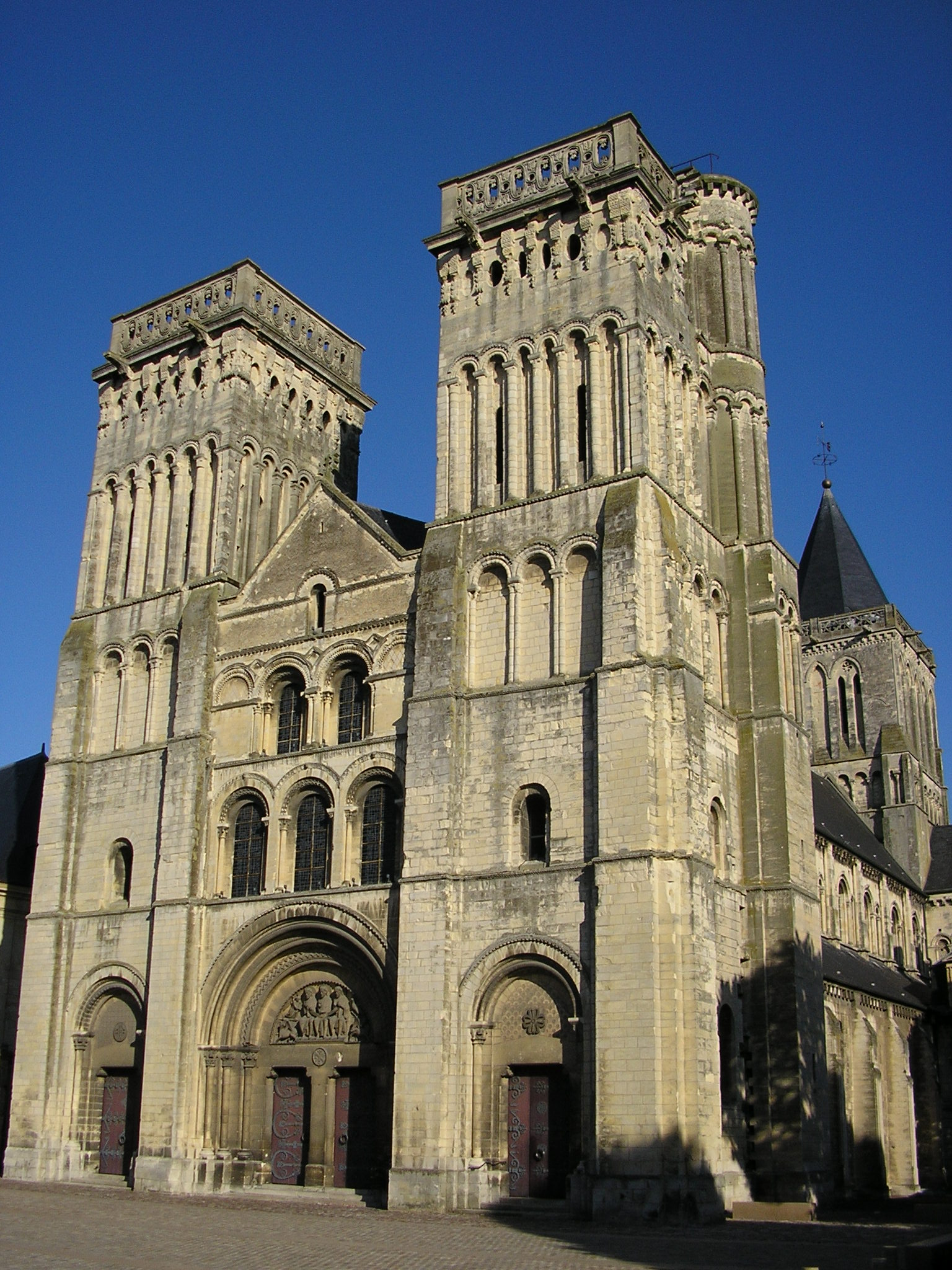
Fachada

Abadia de Sainte-Trinité (Santíssima Trindade), também conhecido como Abadia das Damas (em francês: Abbaye aux Dames), é um antigo mosteiro de mulheres em Caen, Normandia, agora a casa para o Conselho Regional da Baixa Normandia. O complexo inclui a igreja da abadia de Sainte-Trinité.

## História
Foi fundada como um mosteiro beneditino de freiras no final do século XI por Guilherme, o Conquistador, e sua esposa Matilde de Flandres como a Abadia das Damas, bem como a Abadia dos Homens (Abbaye aux Hommes, formalmente conhecida como Abadia de São Estêvão. As obras iniciaram em 1062, começando pela parte de trás e terminaram em 1130. Matilde, que morreu em 1083, foi enterrada no coro sob um bloco de mármore preto.
O filho de Guilherme e Matilda, Guilherme II, o Ruivo, também concedeu a abadia o feudo de Horstead, em Norfolk, onde o Priorado de Horstead foi estabelecido pela ordem, e continuou até 1414.
As torres originais foram destruídas na Guerra dos Cem Anos e substituídas por balaustradas menos marcantes no início do século XVIII. A comunidade de freiras foi dispersa e reprimida pela Revolução Francesa. Em 1823, o conselho municipal local decidiu transferir o antigo Hôtel-Dieu (possivelmente também fundado por Guilherme, o Conquistador, mas o mais provável é o rei Henrique II de Inglaterra), ao antigo claustro para uso como um hospital, e os cânones regular, que tinham assumido a responsabilidade do hospital a partir dos dois mosteiros durante o século XIV, ali se estabeleceram. Os cânones continuaram a operar lá até 1908, quando a instalação foi dada ao Hospice Saint-Louis para o uso como um lar de idosos.
O cofre foi demolido e reconstruído em 1865. A igreja foi restaurada pela última vez entre 1990 e 1993.

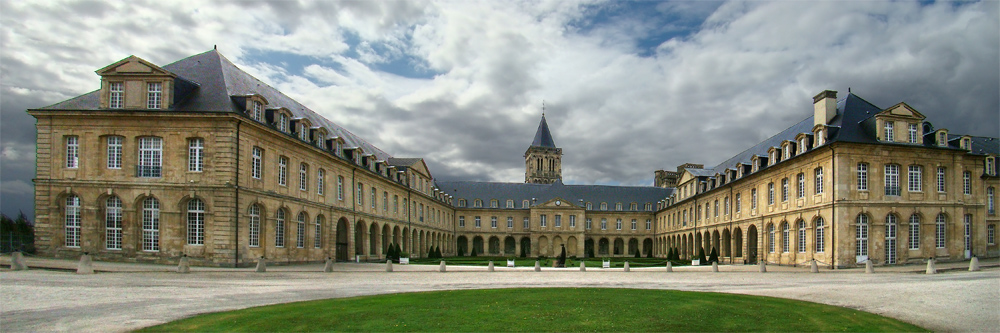
O convento